# Kazuhiko Aoki
Kazuhiko Aoki (jap. 青木和彦 Aoki Kazuhiko; ur. 6 listopada 1961) – japoński projektant gier komputerowych, aktualnie pracujący dla Square Enix.

## Lista gier
Aoki brał udział w tworzeniu następujących gier:
- Final Fantasy III (Nintendo DS) (projekt walk) (2006)
- Code Age Commanders (kierownik designu) (2005)
- Final Fantasy Crystal Chronicles (kierownik produkcji) (2003)
- Final Fantasy IX (kierownik produkcji, scenarzysta) (2000)
- Chocobo's Dungeon 2 (kierownik produkcji) (1998)
- Chocobo's Dungeon (kierownik produkcji) (1997)
- Final Fantasy VII (projekt "wydarzeń") (1997)
- Chrono Trigger (producent) (1995)
- Hanjuku Hero (SNES) (kierownik produkcji) (1993)
- Final Fantasy IV (projekt walk) (1991)
- Final Fantasy III (projekt) (1990)
- Hanjuku Hero (kierownik produkcji) (1988)